# سعيد بقاتي
سعيد بقاتي (بالهولندية: Said Bakkati)‏ لاعب هولندي من أصول مغربية إزداد 23 مارس 1982 في مدينة خرونينخن الهولندية إلا أن أصله من إقليم الناظور في منطقة الريف شمال المغرب. يلعب حاليا لفريق كو آهيد إيكلس وهو مدافع أيمن، طوله 1.72 متر، وزنه 75 كغ.

## السيرة الذاتية
قبل أن يبدأ مشواره الكروي في المستوى المحترف لعب في فرق الصغار لفريق الهواة خفاف رابيديتاس من مدينة خرونينخن، بعدها إانتقل إلى فريق إس سي هيرنفين أين ابتدأ مشواره الكروي الاحترافي. وبعد خمسة مواسم انتقل من هناك إالى فريق آدو دينهاخ . وفي سنة 2007 تعاقد مع فريق كو آهيد إيكلس من مدينة ديفنتر الهولندية. موقعه في الملعب هو مدافع أيمن.

## أرقام
| موسم    | النادي        | الدولة | مبارات | أهداف |
| ------- | ------------- | ------ | ------ | ----- |
| 2000/01 | إس سي هيرنفين | هولندا | 3      | 0     |
| 2001/02 | إس سي هيرنفين | هولندا | 17     | 0     |
| 2002/03 | إس سي هيرنفين | هولندا | 14     | 0     |
| 2003/04 | إس سي هيرنفين | هولندا | 25     | 0     |
| 2004/05 | إس سي هيرنفين | هولندا | 19     | 0     |
| 2005/06 | إس سي هيرنفين | هولندا | 8      | 0     |
| 2005/06 | آدو دينهاخ    | هولندا | 13     | 0     |
| 2006/07 | آدو دينهاخ    | هولندا | 10     | 0     |
| 2007/08 | كو آهيد إيكلس | هولندا | 9      | 0     |
| مجموع:  |               |        | 118    | 0     |

## وصلات خارجية
- سعيد بقاتي على موقع قاعدة بيانات كرة القدم.إي يو (الإنجليزية)
- سعيد بقاتي على موقع Soccerway.com (الإنجليزية)

- Profiel en statistieken van Said Bakkati
- Website van Go Ahead Eagles